# Live at the Rainbow
Live at the Rainbow è il primo album video del gruppo musicale britannico Iron Maiden, pubblicato nel 1981 dalla EMI.

## Descrizione
Il disco uscì originariamente senza titolo ma venne battezzato Live at the Rainbow in quanto filmato presso il Rainbow Theatre di Londra il 21 dicembre 1980. Nella formazione vi è presente Adrian Smith alla chitarra al posto di Dennis Stratton. In esso compaiono anche brani come Wrathchild e Killers, che compariranno nel successivo Killers. Il brano omonimo presenta un testo diverso da quello contenuto nel disco, essendo la prima versione composta.
Negli anni seguenti il concerto è stato incluso nel doppio DVD The Early Days.

## Tracce
1. Ides of March
2. Wrathchild
3. Killers
4. Remember Tomorrow
5. Transylvania
6. Phantom of the Opera
7. Iron Maiden

## Formazione
- Paul Di'Anno – voce
- Dave Murray – chitarra ritmica e solista
- Adrian Smith – chitarra ritmica e solista
- Steve Harris – basso
- Clive Burr – batteria